# 库克群岛国旗
庫克群島國旗啟用於1979年8月4日。其旗角是一面英國國旗（代表與英國的關係）。餘為藍地（代表海洋和人民平和的性格），和由十五顆星星構成的圓環（代表了十五個島嶼）。
2023年12月，库克群岛总理马克·布朗建议将国旗改回1973-1979年的版本，声称这将更好地反映库克群岛的国家代表色和主权。 2024年1月，布朗进一步建议就国旗的变更决定进行全民公投。

## 历史旗帜
- 拉罗汤加王国的旗帜，1858 - 1888
- 拉罗汤加王国的国旗，1888 - 1893
- 库克群岛联邦旗帜，1893年 - 1893年6月11日
- 库克群岛旗帜，1901年6月11日 - 1902年3月24日
- 库克群岛旗帜，1902年3月24日 - 1973年7月23日
- 库克群岛旗帜，1902年3月24日 -1973年7月23日
- 库克群岛旗帜，1973年7月23日 - 1979年10月4日